# Георг Тойфел фон Гундерсдорф
Георг Тойфел фон Гундерсдорф (на немски: Georg Teuffel, Freiherr zu Gundersdorf; † 20 февруари 1642, Виена) е фрайхер и господар на Гундерсдорф в Долна Австрия.

## Произход
Той е син на фрайхер Михаел Тойфел фон Гундерсдорф († 17 септември 1590) и съпругата му Потенциана фон Айцинг († 1 декември 1619), дъщеря на фрайхер Освалд фон Айцинг-Шратентал (1512 – 1586) и Барбара фон Памфлинг (* ок. 1515). Внук е на Георг Тойфел фон Гундерсдорф († 1578) и Жозефина (Юстина) фон Виндиш-Грец († 1566). Брат е на фрайхер Ото Тойфел фон Гундерсдорф (1589 – 1673).

## Фамилия
Георг Тойфел фон Гундерсдорф се жени на 10 февруари 1603 г. в Кремс за Елизабет фон Пуххайм († 1630), дъщеря на Адам фон Пуххайм цу Раабс (1546 – 1608) и фрайин Анна фон Танхаузен. Те имат седем деца:
- Виктор Фердинанд Тойфел фон Гундерсдорф, женен за Юлиана Елизабет Сузана фон Щархемберг (* 1627)
- Клара Тойфел фон Гундерсдорф, омъжена за фрайхер Йобст Хартман фон Велц
- Сузана Катарина Тойфел фон Гундерсдорф, омъжена за фрайхер Тобиас фон Полхайм
- Мария Колумба Тойфел фон Гундерсдорф
- Анна Евзебия Тойфел фон Гундерсдорф, омъжена за маркиз Франческо ди Карето е Грана
- Барбара Тойфел цу Гундерсдорф (* 3 декември 1613, Виена; † 30 май 1644, Пирбаум), омъжена на 12 март 1640 г./на 12 май 1640 г. в Нюрнберг за фрайхер Йохан Фридрих фон Волфщайн-Зулцбюрг (* 3 ноември 1604; † 27 април 1650)
- Анастасия Тойфел фон Гундерсдорф, омъжена I. за Рудолф Паар († 1627), II. на 12 май 1640 г. за Зайфрид Леонхард Бройнер